# Elspeth Ballantyne
Elspeth Ballantyne, född 20 april 1939 i Adelaide i South Australia i Australien, är en australisk skådespelare.

## Biografi
Ballantyne växte upp med teater då hennes hennes pappa Colin var chef för "South Australian Theatre Company" och hennes mamma Gwenneth var dramalärare och regissör. Ballantyne arbetade en tid som laboratorieassistent vid Royal Adelaide Hospital innan hon kom in på NIDA - National Institute of Dramatic Art.
Hennes första roll var i den lantliga såpoperan Bellbird Bellbird (TV-serie)(en) producerad av the Australian Broadcasting Corporation. Hon spelade därefter rollen som fängelsevakten Meg Jackson (senare Meg Morris) i TV-serien Kvinnofängelset (Prisoner: Cell block). Hon spelade i serien under 8 år (1979–1986) och förekommer i 662 avsnitt av totalt 692. Hon blev därmed den enda som medverkade från seriens början till dess slut. Hon uppträdde senare i samma roll i scenuppsättningen Prisoner: Cell Block H - The Stage Play, som spelades i London 1989.
Ballantyne har haft en rad andra roller, bland annat biroller i Grannar och Doktorn kan komma.